# 泊马度胺
泊马度胺（商品名有Pomalyst、Imnovid）是一种含氮有机化合物，化学式为C13H11N3O4，可作为化疗药物，用于治疗多發性骨髓瘤和AIDS相关的卡波西肉瘤。